# Montenegrói U21-es labdarúgó-válogatott
A Montenegrói U21-es labdarúgó-válogatott Montenegró 21 éven aluli labdarúgó-válogatottja, melyet a montenegrói labdarúgó-szövetség irányít.

## U21-es labdarúgó-Európa-bajnokság
- 1978–1992:
- 1994–2006:
- 2007: nem indult
- 2009: nem jutott ki
- 2011: nem jutott ki
- 2013: nem jutott ki
- 2015: nem jutott ki

## Olimpiai szereplés
- 1992–2000:
- 2004: 16. hely (Szerbia és Montenegró néven)
- 2008: Nem jutott ki
- 2012: Nem jutott ki